# Hugh Hamilton Lindsay
Hugh Hamilton Lindsay (* 12. August 1802; † 29. Mai 1881) war ein britischer Geschäftsmann, Politiker und Unterhausabgeordneter.

## Leben
Hugh Hamilton Lindsay war der Sohn des Schiffskommandanten und späteren Direktors und Vorsitzenden der British East India Company sowie Mitglieds des Parlaments Hugh Primrose Lindsay (1765–1844) und dessen Ehefrau Jane, geborene Gordon.
Er reiste 1820 nach China und wirkte als Frachtmanager für die Britisch East India Company und 1830 als deren Sekretär in Kanton.
Im Februar 1832 erkundete er gemeinsam mit dem deutschen Missionar Karl Gützlaff auf einer Erkundungsreise mit dem 507-Tonnen-Segler HMS Lord Amherst die nördlichen Häfen von China und segelte dabei bis zur Westküste von Korea.
Hugh Hamilton Lindsey war der Konservative Abgeordnete von 1841 bis 1847 für den Wahlkreis Sandwich und 1847 einer der Gründungsdirektoren der Eastern Archipelago Company, deren Vorsitz er 1851 übernahm und die 1858 wieder aufgelöst wurde.

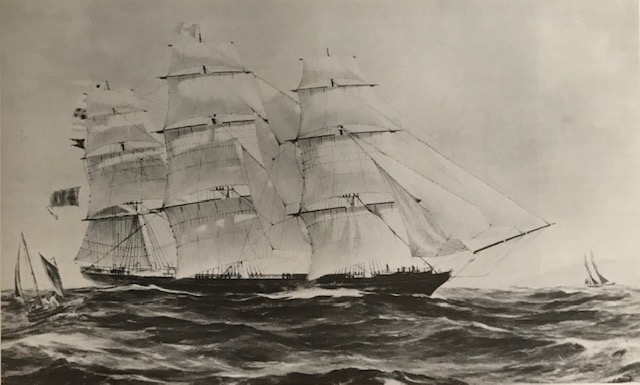
Britischer Tee-Klipper Challenger

Im Jahr 1852 ließ er für den Teehandel mit China bei Richard & Henry Green, Blackwall Yard, den Klipper Challenger bauen.
Später gründete er in Hongkong die Bank- und Schifffahrtsgesellschaft  Lindsay and Company, die 1865 zahlungsunfähig wurde.
Am 3. August 1834 wurde Hugh Hamilton Lindsay unter der Präsidentschaft von Christian Gottfried Daniel Nees von Esenbeck mit dem akademischen Beinamen Lintschotten unter der Matrikel-Nr. 1397 als Mitglied in die Kaiserliche Leopoldino-Carolinische Akademie der Naturforscher aufgenommen.

## Schriften
- mit Karl Gützlaff: Report of proceedings on a voyage to the northern ports of China, in the ship Lord Amherst. Fellowes, London 1833 (Digitalisat)
- Letter to the Right Honourable Viscount Palmerston on British Relations with China. Third Edition, Saunders and Otley, London 1836 (Digitalisat)
- Remarks on Occurences in China Since the Opium Seizure in March 1839 to the Latest Date. Sherwood, Gilbert and Piper, London 1840 (Digitalisat)
- Is the war with China a just one?. Second Edition, Ridgway, London 1840 (Digitalisat)
- The Eastern Archipelago Company and Sir James Brooke. Pacific Scientific Information Center, Honolulu, Hawaii (Digitalisat)